# Melitta Sollmann

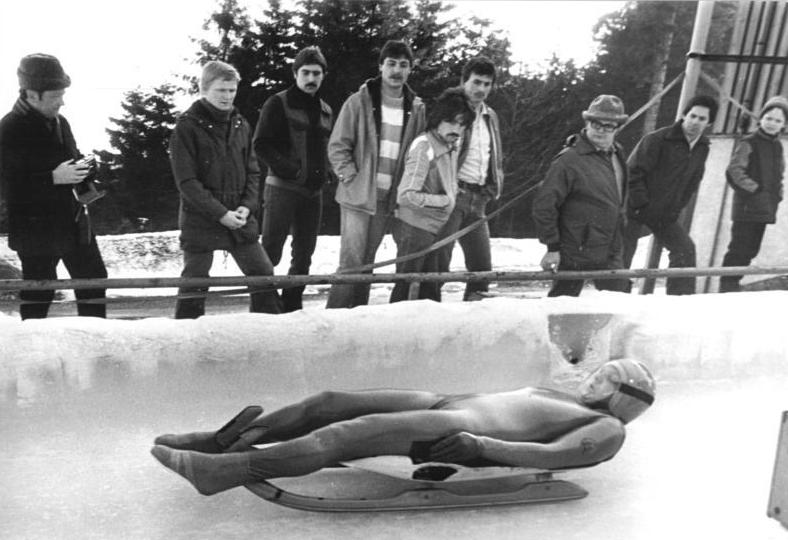
Melitta Sollmann, 1981

Melitta Sollmann (* 20. August 1958 in Gotha) ist eine nicht mehr aktive deutsche Rennrodlerin.
Melitta Sollmann begann 1971 bei Hugo Oberhoffner auf der Spießbergbahn in Friedrichroda mit dem Rennrodeln. Später startete sie für den ASK Vorwärts Oberhof, wo sie von Gottfried Legler trainiert wurde. Schon 1974 wurde Sollmann DDR-Juniorenmeisterin, 1975 Spartakiadevize und 1977 Spartakiadesiegerin.
1976 gewann Sollmann den Titel als Junioreneuropameisterin. Ihren Einstand im Seniorenbereich gab sie 1977 bei den Weltmeisterschaften in Igls, wo sie auf Anhieb Fünfte wurde. 1979 war ihr wohl erfolgreiches Jahr, als sie erst DDR-Meisterin, dann Europa- und schließlich Weltmeisterin wurde. 1980 gewann sie bei den Olympischen Winterspielen 1980 in Lake Placid hinter Vera Zozuļa die Silbermedaille. 1981 hatte sie ein weiteres herausragendes Jahr und wurde erneut DDR- und Weltmeisterin. 1982 kamen noch einmal EM-Bronze und 1983 WM-Silber hinzu.
Nach ihrer Laufbahn studierte Sollmann, die während ihrer Karriere Sportsoldatin (Feldwebel) war, Sport und wurde Diplomsportlehrerin. Nach der Wende ließ sie sich umschulen. Heute ist sie verheiratet und lebt in Friedrichroda.

## Erfolge

### Weltcupsiege
Einsitzer
| Nr. | Datum         | Ort       | Bahn                                  |
| --- | ------------- | --------- | ------------------------------------- |
| 1.  | 9. März 1980  | Königssee | Kombinierte Kunsteisbahn am Königssee |
| 2.  | 11. Jan. 1981 | Imst      | Rodelbahn Imst                        |
| 3.  | 24. Jan. 1982 | Königssee | Kunsteisbahn Königssee                |